# Cục Đối ngoại, Bộ Công an (Việt Nam)
Cục Đối ngoại (V02)  trực thuộc Bộ Công an Việt Nam là cơ quan đầu ngành giúp Bộ trưởng quản lý, điều hành về công tác đối ngoại, hợp tác quốc tế.

## Lược sử
- Ngày 18 tháng 6 năm 1981, thành lập Vụ Hợp tác Quốc tế trực thuộc Bộ Công an.
- Ngày 17 tháng 9 năm 2014, thành lập Cục Đối ngoại trực thuộc Bộ Công an trên cơ sở hợp nhất giữa Văn phòng Interpol Việt Nam, thuộc Tổng cục Cảnh sát phòng, chống tội phạm với Vụ Hợp tác quốc tế thuộc Bộ Công an.[2]

## Tổ chức
- Phòng Tổng hợp
- Phòng Lễ tân
- Phòng Chuyên đề nhân quyền
- Phòng Hợp tác với Trung Quốc và các nước Đông Bắc Á
- Phòng Hợp tác với Lào, Cam-pu-chia và các nước ASEAN khác

## Khen thưởng
- Huân chương Quân công hạng Nhì (năm 2011)
- Huân chương Quân công hạng Ba (năm 2001)
- Huân chương Bảo vệ Tổ quốc hạng Ba (năm 2006, 2021)
- Huân chương Chiến công hạng Nhất (năm 1995)

## Lãnh đạo hiện nay
- Cục trưởng: Trung tướng Đặng Xuân Hồng

- Phó Cục trưởng:

1. Thiếu tướng Nguyễn Văn Kỷ
2. Đại tá Lê Đức Tuyến
3. Đại tá Nguyễn Hoa Chi
4. Đại tá Nguyễn Minh Hiếu
5. Đại tá Lê Hoàng Dương

## Lãnh đạo qua các thời kỳ

### Cục trưởng
- Đại tá Bùi Hoan
- Đại tá Nguyễn Quang Bình
- Thiếu tướng Trần Gia Cường
- Thiếu tướng Trần Văn Tất
- Trung tướng Trương Văn Thông
- Trung tướng Nguyễn Thanh Sơn, từ 7.2020–11.2021, nguyên Phó Cục trưởng V02
- Trung tướng Đặng Xuân Hồng, từ 11.2021–nay, nguyên Cục trưởng Bộ Công an

### Phó Cục trưởng
- Đại tá Nguyễn Văn Chiểu, đến 2021
- Thiếu tướng Kiên Rịnh, từ 10.2019–1.2021, hiện là Phó Giám đốc Công an tỉnh Trà Vinh[3][4]
- Thiếu tướng Nguyễn Văn Kỷ, nguyên Phó Giám đốc Công an tỉnh Quảng Trị